# Pescocostanzo
Pescocostanzo es un municipio situado en el territorio de la Provincia de L'Aquila, en Abruzos (Italia). Está ubicado en el centro del país, a unos 130 km al este Roma.
Es un destino turístico que atrae a personas de toda Italia debido a su paisaje y entorno. En invierno, Pescocostanzo es un destino para esquiadores y practicantes de snowboard, y cuenta con su propia estación de esquí. Las ciudades de Roccaraso y Rivisondoli son municipios cercanos.

## Demografía
| Gráfica de evolución demográfica de Pescocostanzo entre 1861 y 2001 |
|                                                                     |
| fuente ISTAT - elaboración gráfica a cargo de Wikipedia             |